# Chondrosteidae
De Chondrosteidae zijn een familie van uitgestorven straalvinnige beenvissen uit de orde Acipenseriformes. Er zijn slechts zekere twee geslachten bekend: Chondrosteus uit het Vroeg-Jura van Europa en Strongylosteus uit het Vroeg-Krijt van Centraal-Azië. Een ander geslacht, de vijf meter lange Gyrosteus uit het Jura van Engeland, zou ook een chondrosteïde kunnen zijn.

## Kenmerken
De Chondrosteidae waren middelgrote tot zeer grote beenvissen (vijftig tot driehonderd centimeter) met een onhandiger, steviger lichaam dan moderne steursoorten. Hun lichaam was schubloos, behalve de staartwortel en de bovenkwab van de heterocercale staartvin. De onderste staartvinkwab was relatief groot en breder dan de bovenste. Het hoofd was breed, het rostrum enigszins langwerpig en puntig. De muil lag laag. De rug-, buik- en anaalvinnen bevonden zich op de achterste helft van het lichaam, de anaalvin nog steeds schuin achter de rugvin.

## Systematiek
De Chondrosteidae staan vrij basaal als zustergroep van alle bestaande steursoorten.